# Helmut Schwier
Helmut Schwier (* 23. Dezember 1959 in Minden) ist ein deutscher evangelischer Theologe und seit 2001 Professor für Neutestamentliche und Praktische Theologie an der Ruprecht-Karls-Universität Heidelberg.

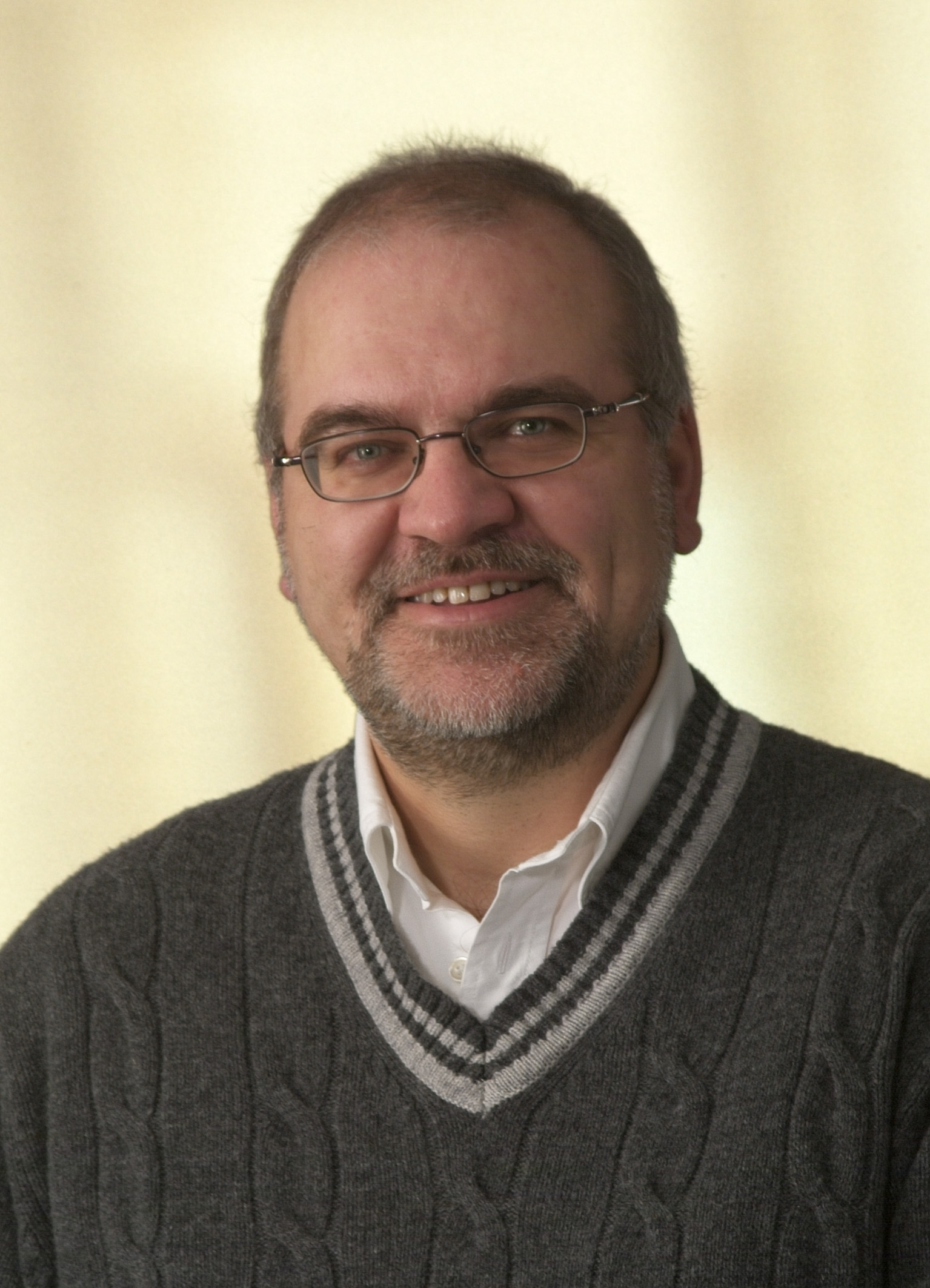
Helmut Schwier

## Leben und Wirken
Nach dem Abitur in Minden studierte Helmut Schwier evangelische Theologie an der Kirchlichen Hochschule Bethel und an der Universität Heidelberg. Im September 1984 legte er seine Erste Theologische Prüfung vor dem Prüfungsamt der Evangelischen Kirche von Westfalen ab. 1988 promovierte er mit einer Arbeit über die Zerstörung des Jerusalemer Tempels (70 n. Chr.) bei Gerd Theißen in Heidelberg. Daran schloss sich von 1988 bis 1996 die praktische Arbeit als Vikar und Pastor in Herford an. 1991 folgten das 2. Examen und die Ordination. In der Herforder Zeit stand neben der Gemeindearbeit vor allem die Ökumene im Rahmen der Arbeitsgemeinschaft Christlicher Kirchen (ACK) im Zentrum, sowie von 1995 bis 1999 eine Lehrbeauftragung für Liturgik an der Hochschule für Kirchenmusik in Herford. Von 1996 bis 1999 war Schwier Wissenschaftlicher Assistent für Praktische Theologie an der Kirchlichen Hochschule Bethel und habilitierte sich dort 2000 mit einer Untersuchung zur Agendenreform der Evangelischen Kirche.
Von 1999 bis 2001 war er Kirchenrat in der Kirchenkanzlei der Evangelischen Kirche der Union (Berlin) im dortigen Studiensekretariat der Leuenberger Kirchengemeinschaft/Gemeinschaft Evangelischer Kirchen in Europa. Hier organisierte er u. a. die internationalen Lehrgesprächsgruppen „Kirche und Israel“ und „Gesetz und Evangelium“ und gemeinsam mit dem Stab im Jahre 2001 die Vollversammlung der Leuenberger Kirchengemeinschaft in Belfast.
Im Oktober 2001 wurde er Professor für Neutestamentliche und Praktische Theologie an der Ruprecht-Karls-Universität Heidelberg und unterrichtet ebenfalls Homiletik am Predigerseminar der Badischen Landeskirche. Von 2004 bis 2006 war er Dekan der Theologischen Fakultät. Seit 2003 ist er ehrenamtlicher Universitätsprediger an der Heidelberger Universitätskirche (Peterskirche) und verantwortet u. a. die Universitätsgottesdienste, aber auch das 2012 abgeschlossene Projekt zeitgenössischer Kirchenfenster von Johannes Schreiter.
Forschungs- und Wirkungsschwerpunkte sind die Verbindungen von Exegese, Hermeneutik und Homiletik, von Empirie und Predigt, von Homiletik und Liturgik im Rahmen einer auf die Kommunikation und Feier des Evangeliums bezogenen Praktischen Theologie sowie von Kunst und Kirche. Schwier ist Mitglied verschiedener wissenschaftlicher und kirchlicher Gremien, u. a.  im Ökumenischen Arbeitskreis evangelischer und katholischer Theologen, der Societas Homiletica und in der Liturgischen Konferenz Deutschlands. 2017–2019 war er stellvertretender Vorsitzender, 2019–2021 Vorsitzender des Evangelisch-theologischen Fakultätentages.
Helmut Schwier ist seit 1987 verheiratet und hat zwei Töchter.

## Publikationen (Auswahl)
- Tempel und Tempelzerstörung. Untersuchungen zu den theologischen und ideologischen Faktoren im ersten jüdisch-römischen Krieg (66–74 n. Chr.); NTOA 11; Freiburg/Göttingen 1989.
- Die Erneuerung der Agende. Zur Entstehung und Konzeption des Evangelischen Gottesdienstbuches; Leiturgia.NF, Band 3; Hannover 2000.
- Kirche und Israel. Ein Beitrag der reformatorischen Kirchen Europas zum Verhältnis von Christen und Juden / Church and Israel. A Contribution from the Reformation Churches in Europe to the Relationship between Christians and Jews (= Leuenberger Texte 6). hrsg. im Auftrag des Exekutivausschusses der Leuenberger Kirchengemeinschaft. Frankfurt/M. 2001, 2. Aufl. 2001.
- Die Predigt des Alten Testaments. Beiträge des Symposiums „Das Alte Testament und die Kultur der Moderne“ anlässlich des 100. Geburtstags Gerhard von Rads (1901–1971) Heidelberg, 18.–21. Oktober 2001; gemeinsam hrsg. mit Wallace J. Alston und Christian Möller; ATM 16; Münster u. a. 2003; ISBN 3-8258-5463-9
- Kanzel, Kreuz und Kamera. Impulse für Gottesdienst und Predigt; gemeinsam mit Charlotte Magin; Beiträge zu Liturgie und Spiritualität, 12; Leipzig: Evangelische Verlagsanstalt 2005, 22007; ISBN 3-374-02256-1
- Geöffnet. Raum und Wort in der Heidelberger Universitätskirche; als Hrsg.; Frankfurt am Main 2006.
- Praktische Theologie. Eine Theorie- und Problemgeschichte; gemeinsam hrsg. mit Christian Grethlein; APrTh 33; Leipzig 2007.
- Kanzel, Kreuz und Kamera konkret. Ein Gottesdienstprogramm aus Heidelberg; gemeinsam hrsg. mit Charlotte Magin; Beiträge zu Liturgie und Spiritualität, 20; Leipzig 2008; ISBN 978-3-374-02646-3
- Predigt hören. Befunde und Ergebnisse der Heidelberger Umfrage zur Predigtrezeption; gemeinsam mit Sieghard Gall; Heidelberger Studien zur Predigtforschung, 1; Berlin 2008; ISBN 978-3-8258-0564-7
- Gottesdienst feiern. Zur Zukunft der Agendenarbeit in den evangelischen Kirchen; gemeinsam hrsg. mit Michael Meyer-Blanck und Klaus Raschzok im Auftrag der Liturgischen Konferenz; Gütersloh 2009; ISBN 978-3-579-08094-9
- Neutestamentliche Grenzgänge. Symposium zur kritischen Rezeption der Arbeiten Gerd Theißens; gemeinsam hrsg. mit Peter Lampe; NTOA 75; Göttingen 2010; ISBN 978-3-525-53393-2
- Schöpfung: glauben – loben – handeln. Predigten und Reflexionen zu Natur und Schöpfung; gemeinsam hrsg. mit Michael Welker; Impulse aus der Heidelberger Universitätskirche, 1; Heidelberg 2010.
- Begegnungen, Vertreibungen, Kriege. Gedenkbuch zur Geschichte der Universität Heidelberg; hrsg. im Auftrag der Evangelischen Universitätsgemeinde Heidelberg; Heidelberg: Winter, 2011; ISBN 978-3-8253-5906-5
- Zwischen Torheit und Weisheit; als Hrsg.; Impulse aus der Heidelberger Universitätskirche, 2; Heidelberg: Winter, 2011; ISBN 978-3-8253-5958-4
- Er ist unser Friede; als Hrsg.; Lesepredigten, Textreihe IV, Bd. 2 (Trinitatis bis Letzter Sonntag des Kirchenjahres 2012); Leipzig 2012; ISBN 978-3-374-03100-9
- Er ist unser Friede; als Hrsg.; Lesepredigten, Textreihe V, Bd. 1 (1. Advent 2012 bis Pfingstmontag 2013); Leipzig 2012; ISBN 978-3-374-03100-9
- Nötig zu glauben. Heidelberger Beiträge zum Heidelberger Katechismus; gemeinsam hrsg. mit Hans-Georg Ulrichs; Impulse aus der Heidelberger Universitätskirche, 3; Heidelberg 2012; ISBN 978-3-8253-6131-0
- Predigt hören im konfessionellen Vergleich; gemeinsam mit Sieghard Gall; Heidelberger Studien zur Predigtforschung, 2; Berlin 2013; ISBN 978-3-643-11976-6
- Er ist unser Friede; als Hrsg.; Lesepredigten, Textreihe V, Bd. 2 (Trinitatis bis Letzter Sonntag des Kirchenjahres 2013); Leipzig 2013; ISBN 978-3-374-03129-0
- Der Fensterzyklus von Johannes Schreiter in der Peterskirche Heidelberg, Schnell Kunstführer Nr. 2826, Regensburg 2013, ISBN 978-3-7954-6955-9
- Botschaften aus Licht und Glas. Der Fensterzyklus von Johannes Schreiter in der Heidelberger Universitätskirche; als Hrsg.; Mit einem Geleitwort von Johannes Schreiter, Verlag Schnell und Steiner, Regensburg 2013, ISBN 978-3-7954-2776-4
- Er ist unser Friede; als Hrsg.; Lesepredigten, Textreihe VI, Bd. 1 (1. Advent 2013 bis Pfingstmontag 2014); Leipzig 2013; ISBN 978-3-374-03391-1
- Er ist unser Friede; als Hrsg.; Lesepredigten, Textreihe VI, Bd. 2 (Trinitatis bis Letzter Sonntag des Kirchenjahres 2014); Leipzig 2014; ISBN 978-3-374-03771-1
- Er ist unser Friede; als Hrsg.; Lesepredigten, Textreihe I, Bd. 1 (1. Advent 2014 bis Pfingstmontag 2015); Leipzig 2014; ISBN 978-3-374-03915-9
- Ostern predigen; als Hrsg.; Predigtempfehlungen Bd. 1, LIT Verlag, Berlin 2015; ISBN 978-3-643-12979-6
- Er ist unser Friede; als Hrsg.; Lesepredigten, Textreihe I, Bd. 2 (Trinitatis bis Letzter Sonntag des Kirchenjahres 2015); Leipzig 2015; ISBN 978-3-374-03943-2
- Er ist unser Friede; als Hrsg.; Lesepredigten, Textreihe II, Bd. 1 (1. Advent 2015 bis Pfingstmontag 2016); Leipzig 2015; ISBN 978-3-374-04136-7
- Ethische und politische Predigt. Beiträge zu einer homiletischen Herausforderung; als Hrsg.; Ev. Verlagsanstalt, Leipzig 2015; ISBN 978-3-374-04184-8
- Er ist unser Friede; als Hrsg.; Lesepredigten, Textreihe II, Bd. 2 (Trinitatis bis Letzter Sonntag des Kirchenjahres 2016); Leipzig 2016; ISBN 978-3-374-04274-6
- Er ist unser Friede; als Hrsg.; Lesepredigten, Textreihe III, Bd. 1 (1. Advent 2016 bis Pfingstmontag 2017); Leipzig 2016; ISBN 978-3-374-04523-5
- ... wo das Evangelium gelehrt und gepredigt wird. Predigten in reformatorischer Verantwortung; gemeinsam hrsg. mit Hans-Georg Ulrichs; Impulse aus der Heidelberger Universitätskirche, 5; Heidelberg 2017; ISBN 978-3-8253-6691-9
- Er ist unser Friede; als Hrsg.; Lesepredigten, Textreihe III, Bd. 2 (Trinitatis bis Letzter Sonntag des Kirchenjahres 2017); Leipzig 2017; ISBN 978-3-374-04891-5
- Er ist unser Friede; als Hrsg.; Lesepredigten, Textreihe IV, Bd. 1 (1. Advent 2017 bis Pfingstmontag 2018); Leipzig 2017; ISBN 978-3-374-05020-8
- Mit Bach predigen, beten und feiern. Kantatengottesdienste durch das Kirchenjahr; gemeinsam hrsg. mit Jochen Arnold, Anne Gidion, Kathrin Oxen; Leipzig 2018; ISBN 978-3-374-05337-7
- Er ist unser Friede; als Hrsg.; Lesepredigten, Textreihe I, Bd. 1 (1. Advent 2018 bis Pfingstmontag 2019); Leipzig 2018; ISBN 978-3-374-05689-7
- Er ist unser Friede; als Hrsg.; Lesepredigten, Textreihe I, Bd. 2 (Trinitatis bis letzter Sonntag des Kirchenjahres 2019); Leipzig 2019; ISBN 978-3-374-05902-7
- Er ist unser Friede; als Hrsg.; Lesepredigten, Textreihe II, Bd. 1 (1. Advent 2019 bis Pfingstmontag 2020); Leipzig 2019; ISBN 978-3-374-06282-9
- Gottes Menschenfreundlichkeit und das Fest des Lebens. Beiträge zur liturgischen und homiletischen Kommunikation des Evangeliums; Leipzig 2019; ISBN 978-3-374-06380-2
- Resonanzen. Gerd Theißen zum 80. Geburtstag; gemeinsam hrsg. mit Petra v. Gemünden und Annette Merz; Gütersloh 2023; ISBN 978-3-579-06228-0